# یوسو اسناولا
یوسو اسناولا (انگلیسی: Josu Esnaola؛ زادهٔ ۳۱ اکتبر ۱۹۸۶) بازیکن فوتبال اهل اسپانیا است.
از باشگاه‌هایی که در آن بازی کرده‌است می‌توان به باشگاه فوتبال رئال سوسیداد اشاره کرد.